# Vườn quốc định Tanzawa-Ōyama
Vườn quốc định Tanzawa-Ōyama (丹沢大山国定公园 Tanzawa-Ōyama Kokutei Koen ?) là một Vườn quốc gia dự kiến trong khu vực Kanto của đảo Honshu, Nhật Bản. Nó được đánh giá là Khu vực bảo vệ cảnh quan (loại V) theo IUCN. Khu vực bao gồm các dãy núi Tanzawa, Đập Miyagase và khu rừng tự nhiên xung quanh nó, Thác nước Lớn và các khu vực tôn giáo của núi Ōyama trong vùng núi phía Tây tỉnh Kanagawa.
Trong tháng 5 năm 1960, một khu vực có diện tích 38.762 ha phía tây tỉnh Kanagawa trong dãy núi Tanzawa đã được chỉ định là Công viên Tự nhiên Tanzawa-Ōyama. Phần trung tâm của khu vực này đã được chỉ định là một Quốc định Vườn quốc gia vào ngày 25 tháng 3 năm 1965.
Khu bảo tồn này trải dài gần tới các thành phố Atsugi, Hadano, Isehara, Kiyokawa, Matsuda, Sagamihara và Yamakita.